# Гараєв Гара Ельхан-огли
Гара Гараєв (азерб. Qara Qarayev, нар. 12 жовтня 1992, Фізулі) — азербайджанський футболіст, півзахисник національної збірної Азербайджану. Восьмиразовий чемпіон Азербайджану та п'ятиразовий володар Кубка Азербайджану. Двічі визнавався гравцем року в Азербайджані.

## Клубна кар'єра
У дорослому футболі дебютував 2008 року виступами за команду клубу «Карабах», кольори якої захищає й донині. У складі клубу став триразовим чемпіоном Азербайджану та дворазовим володарем Кубку Азербайджану. У 2014 і 2020 роках визнаний найкращим футболістом року в Азербайджані.
Гараєв покинув «Карабах» 24 липня 2023 року, і того ж дня «Нефтчі» оголосив про підписання з ним дворічного контракту з можливістю продовження ще на рік. 19 вересня 2024 року «Нефтчі» оголосив про розірвання контракту з Гараєвим за взаємною згодою.

## Виступи за збірну
Був гравцем юнацької (U-17) та молодіжної збірної Азербайджану. 2013 року дебютував в офіційних матчах у складі національної збірної Азербайджану. Наразі провів у формі головної команди країни 76 матчів.

## Цікаві факти
Згідно домовленості між АФФА та керівництвом іспанського клубу «Реал» (Мадрид), Гара Гараєв у числі чотирьох азербайджанських футболістів із юнацької (U-17) збірної країни проходив місячне стажування у складі іспанського клубу.

## Титули і досягнення
- Чемпіон Азербайджану (9):

«Карабах»: 2013-14, 2014-15, 2015-16, 2016-17, 2017-18, 2018-19, 2019-20, 2021-22, 2022-23
- Володар Кубка Азербайджану (5):

«Карабах»: 2008-09, 2014-15, 2015-16, 2016-17, 2021-22
- Футболіст року в Азербайджані: 2014, 2020